# (85217) Bilzingsleben
(85217) Bilzingsleben est un astéroïde de la ceinture principale.

## Description
(85217) Bilzingsleben est un astéroïde de la ceinture principale. Il fut découvert le 31 octobre 1992 à Tautenburg par Freimut Börngen. Il présente une orbite caractérisée par un demi-grand axe de 2,20 UA, une excentricité de 0,21 et une inclinaison de 2,3° par rapport à l'écliptique.

## Compléments